# Święto Policji

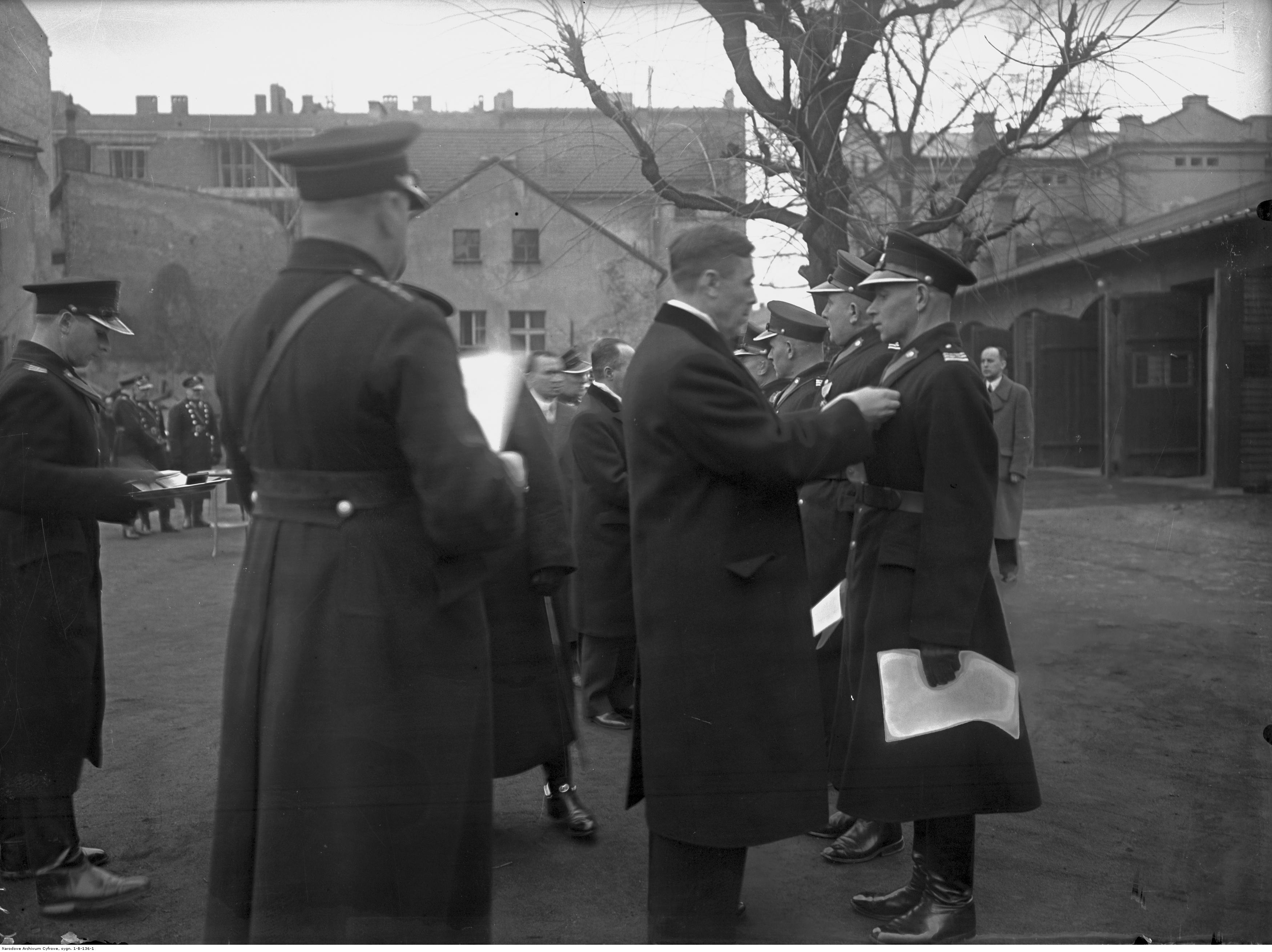
Obchody Święta Policji w Krakowie (1937)

Święto Policji – polskie święto obchodzone 24 lipca przez Policję, ustanowione przez Sejm Rzeczypospolitej Polskiej 21 lipca 1995, przy nowelizacji ustawy o Policji.
Dzień ten nie jest dniem wolnym od pracy.

## Historia
Święto Policji przypada w rocznicę powołania w 1919 polskiej Policji Państwowej (PP).
Kalendarium
- 24 lipca 1919 - powołanie Policji Państwowej (istniejącej do 15 sierpnia 1944)[5],
- 7 października 1944 - powołanie Milicji Obywatelskiej[6] (MO); Święto Milicji Obywatelskiej i Służby Bezpieczeństwa obchodzono 7 października do 1989 roku[7],
- 6 kwietnia 1990 - przywrócenie nazwy Policja,
- 21 lipca 1995 - ustanowienie Święta Policji (24 lipca).

## Obchody
Z reguły w przeddzień święta w Komendzie Stołecznej Policji odbywa się uroczystość wręczenia odznaczeń i aktów mianowania na wyższe stopnie policyjne i wyższe stanowiska służbowe. Wręczane są odznaczenia i wyróżnienia, oprócz odznaczeń państwowych mogą to być m.in.:  Krzyże Zasługi za Dzielność, Medale za Długoletnią Służbę, Medale za Zasługi dla Policji oraz Odznaki „Zasłużonego Policjanta”.
Święto Policji jest również okazją do złożenia wieńców i wiązanek przed tablicami i pomnikami poświęconymi pamięci poległych na służbie.
23 lipca 2010 w Warszawie nastąpiło odsłonięcie pomnika ku czci funkcjonariuszy Policji Państwowej pełniących służbę na terenie powiatu pruszkowskiego, pomordowanych w Katyniu w 1940 roku.
Wcześniej, bo 14 maja 2010, w Poznaniu odsłonięto Pomnik Pamięci Pomordowanych Policjantów, upamiętniający 395 policjantów zamordowanych przez NKWD i Niemców w 1940 roku. Pomnik powstał z inicjatywy nadinsp. Zenona Smolarka - byłego Komendanta Głównego Policji.